# كيث بولارد
كيث بولارد (بالإنجليزية: Keith Pollard)‏ هو فنان قصص مصورة أمريكي، ولد في 20 يناير 1950 في ديترويت في الولايات المتحدة.

## روابط خارجية
- كيث بولارد على موقع IMDb (الإنجليزية)